# Robert Kurucz
 (septembre 2023).
Robert L. Kurucz est un astronome travaillant au Harvard-Smithsonian Center for Astrophysics de l'université de Harvard.
Il a été dans les années 1970 un des pionniers de la modélisation numérique des atmosphères stellaires. Les codes qu'il a développés à cette époque ont été sans cesse améliorés depuis et sont toujours grandement utilisés par les astronomes.

## Publications
- ATLAS: A Computer Program for Calculating Model Stellar Atmospheres. Smithsonian Institution, Astrophysical Observatory, 1970.